# 夜汽車の女
「夜汽車の女」（よぎしゃのおんな）は、1972年9月に発売された五木ひろしのシングルである。

## 解説
前作「待っている女」に続く“ポップス演歌”第2弾として発売された。

## 収録曲
- 両楽曲共に、作詞：山口洋子／作曲・編曲：藤本卓也

1. 夜汽車の女
2. ある秋の昼下り